# 澳門2001年度頒授勳章、獎章和獎狀名單
澳門特別行政區2001年度勳章、獎章和獎狀名單於2001年12月19日在《澳門特別行政區政府公報》公布，共有39位在個人成就、社會貢獻或服務澳門特別行政區方面有傑出表現的個人或實體獲授勳，而頒授典禮於2002年2月1日下午在澳門文化中心大劇院舉行。

## 授勳名單

### 榮譽勳章
大蓮花榮譽勳章
- 馬萬祺，全國政協副主席
- 唐星樵，全國人大代表、澳門工會聯合會名譽顧問

金蓮花榮譽勳章
- 何鴻燊，澳門旅遊娛樂有限公司總經理
- 崔德祺，澳門中華總商會副會長
- 劉光普，澳門街坊總會名譽會長

銀蓮花榮譽勳章
- 崔樂其，澳門中華總商會副會長
- 梁披雲，澳門歸僑總會創會會長
- 彭彼得，澳門中華總商會副會長

### 功績勳章
專業功績勳章
- 崔世昌，核數師
- 陳炳華，建築師
- 楊俊文，澳門生產力暨科技得轉移中心主席
- 歐安利，大律師

工商功績勳章
- 林金城，澳門建築置業商會副理事長
- 梁維特，澳門生產力暨科技得轉移中心紡織委員會主席
- 賀一誠，澳門廠商會理事長

旅遊功績勳章
- 澳門中旅(集團)有限公司

教育功績勳章
- 孔志剛，前澳門天主教學校聯會會長
- 杜嵐，濠江中學名譽校長
- 黃保銓，澳門大專教育基金會會長
- 劉羨冰，澳門中華教育會監事長

文化功績勳章
- 林近，頤園書畫會理事長
- 飛歷奇，土生葡人文學作家
- 陸昌，澳門美術協會會長

仁愛功績勳章
- 胡順謙，鏡湖慈善會副理事長
- 劉衍泉，澳門日報讀者公益基金會會長

體育功績勳章
- 尹君樂，澳門體育委員會委員
- 鮑馬壯，澳門體育委員會委員
- 藍鏵纓，澳門奧林匹克委員會主席

### 傑出服務獎章
英勇獎章
- 司法警察局刑事調查廳
- 治安警察局特警隊特別行動組

勞績獎章
- 余志齊
- 林樹明
- Amancio da Silva Nunes

### 獎狀
榮譽獎狀
- 周巢塵，聯合國大學澳門國際軟件技術研究所所長
- 周禮杲，澳門科技大學校長

功績獎狀
- 吳衛鳴，澳門藝術博物館館長
- 馬許願，澳門大學副校長
- 韓靜，2001年東亞運動會女子武術全能金牌得主
- 高度(André Couto)，2000年澳門格蘭披治三級方程式冠軍